# Volkswagen Fox

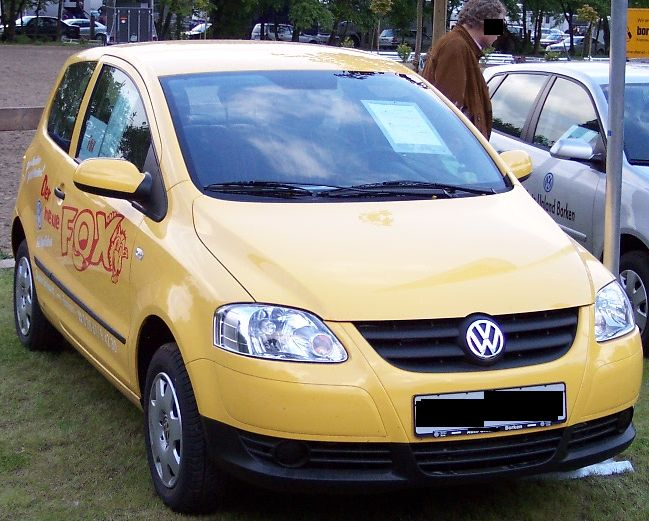
Volkswagen Fox

Volkswagen Fox, en bilmodell producerad i Brasilien, modellen är baserad på Polo-plattformen. Den produceras med två motorvarianter 1,0 med 71 hk. och 1,6 liter med 101 hk. Båda motorerna kan köra på antingen bensin eller alkohol (Total Flex). I Sverige såldes den dock bara med bensinmotorer med antingen 1,2 liter på 55 hk eller 1,4 med 75 hk.
Fox började säljas i Europa 2005 som ersättare till Lupo. Eftersom den bara erbjöds som 3-dörrars halvkombi konkurrerade den med rena citybilar, men utrymmena var lite bättre än vad som är vanligt i den klassen. Med ett attraktivt pris och möjlighet att lägga till mer utrustning hittade bilen en hel del köpare på den europeiska marknaden fram till 2011, när den ersattes av den nykonstruerade Volkswagen Up!.

## Motoralternativ
| Modell  | Årsmodell | Motor                  | Cylindervolym | Effekt | Vridmoment | Bränslesystem      |
| ------- | --------- | ---------------------- | ------------- | ------ | ---------- | ------------------ |
| 1.2     | 2006–     | 3-cyl radmotor SOHC 6V | 1 198 cm³     | 54 hk  | 106 Nm     | Bränsleinsprutning |
| 1.4     | 2006–     | 4-cyl radmotor SOHC 8V | 1 390 cm³     | 75 hk  | 124 Nm     | Bränsleinsprutning |
| 1.4 TDI | 2006–     | 3-cyl radmotor SOHC 6V | 1 422 cm³     | 69 hk  | 155 Nm     | Turbodiesel        |